# فرانسينا بيرمان
فرانسينا بيرمان (بالإنجليزية: Francine Berman)‏ هي عَالِمَة حاسوب وأستاذة جامعية أمريكية، ولدت في 7 فبراير 1951 في غلينديل في الولايات المتحدة.

## وصلات خارجية
- الموقع الرسمي